# Soulatgé
Soulatgé (okzitanisch Solatge) ist eine französische Gemeinde mit 130 Einwohnern (Stand 1. Januar 2022) im Département Aude in der Region Okzitanien. Sie gehört zum Arrondissement Narbonne und zum Kanton Les Corbières.

## Lage
Das Gemeindegebiet ist Teil des Regionalen Naturparks Corbières-Fenouillèdes.
Nachbargemeinden von Soulatgé sind Rouffiac-des-Corbières im Nordosten, Duilhac-sous-Peyrepertuse im Südosten, Cubières-sur-Cinoble im Südwesten und Auriac im Nordwesten.

## Bevölkerungsentwicklung
| Jahr      | 1962 | 1968 | 1975 | 1982 | 1990 | 1999 | 2017 | 2016 |
| Einwohner | 100  | 80   | 62   | 82   | 90   | 92   | 128  | 129  |

## Persönlichkeiten
- Bernard de Montfaucon (1655–1741), französischer Gelehrter und Paläograph, wurde im Château de Soulatgé geboren